# Temporada 2022 de USF Juniors
La temporada 2022 de USF Juniors fue la edición inaugural de dicho campeonato. Comenzó el 22 de abril en Gravois Mills y finalizó el 18 de septiembre en Austin.
El canadiense Mac Clark fue el ganador del Campeonato de Pilotos.

## Equipos y pilotos
Los equipos y pilotos para la temporada 2022 fueron los siguientes:
| Equipo                                  | N.º | Pilotos              | Rondas      |
| --------------------------------------- | --- | -------------------- | ----------- |
| Barker Racing                           | 12  | Ethan Barker         | 5-16        |
| Crosslink Kiwi Motorsports              | 28  | Lucas Fecury         | 5-10, 14-16 |
| Crosslink Kiwi Motorsports              | 31  | Titus Sherlock       | Todas       |
| Crosslink Kiwi Motorsports              | 37  | Madison Aust         | 8-10, 14-16 |
| Crosslink Kiwi Motorsports              | 39  | Bryson Morris        | 14-16       |
| Crosslink Kiwi Motorsports              | 44  | Bailey Cruse         | 14-16       |
| Crosslink Kiwi Motorsports              | 66  | Ryan Shehan          | 5-7, 14-16  |
| Crosslink Kiwi Motorsports              | 87  | Jeremy Fairbairn     | Todas       |
| DC Autosport w/Cape Motorsports         | 24  | Earl Tucker          | 1-10        |
| DC Autosport w/Cape Motorsports         | 61  | Nicholas d'Orlando   | 1-4         |
| DC Autosport w/Cape Motorsports         | 71  | Ethan Ho             | Todas       |
| DEForce Racing                          | 16  | Quinn Armstrong      | 5-16        |
| DEForce Racing                          | 17  | Mac Clark            | Todas       |
| DEForce Racing                          | 18  | Maxwell Jamieson     | Todas       |
| DEForce Racing                          | 19  | Jake Bonilla         | Todas       |
| Future Star Racing                      | 8   | David Burketh        | 3-4         |
| IGY6 Motorsports                        | 9   | Bianca Bustamante    | 1-4         |
| IGY6 Motorsports                        | 25  | Jacob Bolen          | 1-4, 11-13  |
| International Motorsport                | 21  | Maite Cáceres        | 11-16       |
| International Motorsport                | 23  | André Castro         | Todas       |
| International Motorsport                | 32  | Giorgio Carrara      | 8-16        |
| International Motorsport                | 53  | Alan Isambard        | 1-13        |
| Sarah Fisher Hartman Racing Development | 67  | Elliot Cox           | 1-13        |
| Velocity Racing Development             | 7   | Nikita Johnson       | Todas       |
| Velocity Racing Development             | 14  | Sam Corry            | Todas       |
| Velocity Racing Development             | 20  | Alessandro De Tullio | Todas       |
| Velocity Racing Development             | 55  | Noah Ping            | 1-4         |

## Calendario
| Rd.     | Fecha               | Circuito                       | Ciudad                  |
| ------- | ------------------- | ------------------------------ | ----------------------- |
| 1       | 22-24 de abril      | Ozarks International Raceway   | Gravois Mills, Misuri   |
| 2       | 22-24 de abril      | Ozarks International Raceway   | Gravois Mills, Misuri   |
| 3       | 22-24 de abril      | Ozarks International Raceway   | Gravois Mills, Misuri   |
| 4       | 28-29 de abril      | Barber Motorsports Park        | Birmingham, Alabama     |
| 5       | 28-29 de abril      | Barber Motorsports Park        | Birmingham, Alabama     |
| 6       | 3-5 de junio        | Virginia International Raceway | Danville, Virginia      |
| 7       | 3-5 de junio        | Virginia International Raceway | Danville, Virginia      |
| 8       | 3-5 de junio        | Virginia International Raceway | Danville, Virginia      |
| 9       | 7-9 de julio        | Mid-Ohio Sports Car Course     | Lexington, Ohio         |
| 10      | 7-9 de julio        | Mid-Ohio Sports Car Course     | Lexington, Ohio         |
| 11      | 7-9 de julio        | Mid-Ohio Sports Car Course     | Lexington, Ohio         |
| 12      | 29-31 de julio      | Road America                   | Elkhart Lake, Wisconsin |
| 13      | 29-31 de julio      | Road America                   | Elkhart Lake, Wisconsin |
| 14      | 29-31 de julio      | Road America                   | Elkhart Lake, Wisconsin |
| 15      | 16-18 de septiembre | Circuito de las Américas       | Austin, Texas           |
| 16      | 16-18 de septiembre | Circuito de las Américas       | Austin, Texas           |
| 17      | 16-18 de septiembre | Circuito de las Américas       | Austin, Texas           |
| Fuente: |                     |                                |                         |

## Resultados
| Ronda | Ronda                          | Pole Position                                 | Vuelta rápida                                 | Piloto ganador                                | Escudería ganadora                            |
| ----- | ------------------------------ | --------------------------------------------- | --------------------------------------------- | --------------------------------------------- | --------------------------------------------- |
| 1     | Ozarks International Raceway   | Mac Clark                                     | Mac Clark                                     | Mac Clark                                     | DEForce Racing                                |
| 2     | Ozarks International Raceway   | Mac Clark                                     | Mac Clark                                     | Mac Clark                                     | DEForce Racing                                |
| 3     | Ozarks International Raceway   | Carrera cancelada por problemas de mal tiempo | Carrera cancelada por problemas de mal tiempo | Carrera cancelada por problemas de mal tiempo | Carrera cancelada por problemas de mal tiempo |
| 4     | Barber Motorsports Park        | Mac Clark                                     | Sam Corry                                     | Mac Clark                                     | DEForce Racing                                |
| 5     | Barber Motorsports Park        | Mac Clark                                     | Mac Clark                                     | Mac Clark                                     | DEForce Racing                                |
| 6     | Virginia International Raceway | Jeremy Fairbairn                              | Alessandro De Tullio                          | Alessandro De Tullio                          | Velocity Racing Development                   |
| 7     | Virginia International Raceway | Mac Clark                                     | Alessandro De Tullio                          | Alessandro De Tullio                          | Velocity Racing Development                   |
| 8     | Virginia International Raceway | Mac Clark                                     | Nikita Johnson                                | Alessandro De Tullio                          | Velocity Racing Development                   |
| 9     | Mid-Ohio Sports Car Course     | Mac Clark                                     | Alessandro De Tullio                          | Sam Corry                                     | Velocity Racing Development                   |
| 10    | Mid-Ohio Sports Car Course     | Mac Clark                                     | Alessandro De Tullio                          | Alessandro De Tullio                          | Velocity Racing Development                   |
| 11    | Mid-Ohio Sports Car Course     | Mac Clark                                     | Nikita Johnson                                | Mac Clark                                     | DEForce Racing                                |
| 12    | Road America                   | Mac Clark                                     | Sam Corry                                     | Sam Corry                                     | Velocity Racing Development                   |
| 13    | Road America                   | Sam Corry                                     | Mac Clark                                     | Nikita Johnson                                | Velocity Racing Development                   |
| 14    | Road America                   | Sam Corry                                     | Alessandro De Tulio                           | Alessandro De Tulio                           | Velocity Racing Development                   |
| 15    | Circuito de las Américas       | Sam Corry                                     | Nikita Johnson                                | Nikita Johnson                                | Velocity Racing Development                   |
| 16    | Circuito de las Américas       | Nikita Johnson                                | Nikita Johnson                                | Sam Corry                                     | Velocity Racing Development                   |
| 17    | Circuito de las Américas       | Nikita Johnson                                | Nikita Johnson                                | Nikita Johnson                                | Velocity Racing Development                   |

## Clasificaciones

### Sistema de puntuación
| Position | 1.º | 2.º | 3.º | 4.º | 5.º | 6.º | 7.º | 8.º | 9.º | 10.º | 11.º | 12.º | 13.º | 14.º | 15.º | 16.º | 17.º | 18.º | 19.º | 20.º |
| Points   | 50  | 40  | 35  | 32  | 30  | 28  | 26  | 24  | 22  | 20   | 19   | 18   | 17   | 16   | 15   | 14   | 13   | 12   | 11   | 10   |

### Campeonato de Pilotos
| Pos. | Piloto               | OIR | OIR | OIR | ALA | ALA | VIR | VIR | VIR | MOH | MOH | MOH | ROA | ROA | ROA | COA | COA | COA | Puntos |
| ---- | -------------------- | --- | --- | --- | --- | --- | --- | --- | --- | --- | --- | --- | --- | --- | --- | --- | --- | --- | ------ |
| 1    | Mac Clark            | 1*  | 1*  | C   | 1*  | 1*  | 4   | 10* | 2   | 2*  | 2*  | 1*  | 15  | 3   | 4   | 2   | 3   | 3   | 393    |
| 2    | Sam Corry            | 3   | 3   | C   | 2   | 4   | 3*  | 12  | 3   | 1   | 4   | 5   | 1*  | 2   | 2*  | 4   | 1   | 2   | 369    |
| 3    | Nikita Johnson       | 2   | 6   | C   | 3   | 5   | 2   | 13  | 4   | 4   | 3   | 2   | 3   | 1*  | 3   | 1*  | 10  | 1*  | 352    |
| 4    | Alessandro De Tullio | 6   | 2   | C   | 4   | DNS | 1   | 1   | 1*  | 3   | 1   | 3   | 2   | DSQ | 1   | 10  | 14  | 9   | 314    |
| 5    | Andre Castro         | 4   | 4   | C   | 5   | 2   | 10  | 6   | 8   | 8   | 7   | 12  | 12  | 4   | 6   | 17  | 5   | 7   | 233    |
| 6    | Jeremy Fairbairn     | 5   | 13  | C   | 6   | 3   | 11  | 14  | 10  | 6   | 6   | 7   | 17  | 13  | 8   | 6   | 4   | 14  | 201    |
| 7    | Ethan Ho             | 12  | 7   | C   | 7   | 8   | 6   | 16  | 9   | 9   | 13  | 8   | 13  | 5   | 7   | 16  | 17  | 4   | 182    |
| 8    | Titus Sherlock       | 11  | 5   | C   | 16  | 9   | 5   | 2   | 6   | 12  | 16  | 10  | 6   | 15  | 15  | 8   | 18  | 12  | 178    |
| 9    | Jake Bonilla         | 8   | 14  | C   | 10  | 16  | 9   | 4   | 7   | 14  | 18  | 16  | 7   | 10  | 10  | 18  | 6   | 11  | 160    |
| 10   | Alan Isambard        | 7   | 15  | C   | 18  | DNS | 7   | 3   | 5   | 18  | 8   | 6   | 5   | 6   | 9   |     |     |     | 151    |
| 11   | Elliot Cox           | 9   | 8   | C   | 11  | 11  | 12  | 5   | 16  | 7   | 10  | 11  | 4   | 16  | 16  |     |     |     | 140    |
| 12   | Quinn Armstrong      |     |     |     |     |     | 8   | 7   | 12  | 13  | 9   | 9   | 16  | 8   | 11  | 9   | 19  | 8   | 123    |
| 13   | Giorgio Carrara      |     |     |     |     |     |     |     |     | 5   | 5   | 4   | 8   | 9   | 5   | 11  | 15  | 10  | 122    |
| 14   | Ethan Barker         |     |     |     |     |     | 13  | 9   | 15  | 11  | 11  | 17  | 9   | 7   | 17  | 7   | 7   | 19  | 110    |
| 15   | Maxwell Jamieson     | DNS | DNS | C   | 14  | 13  | 17  | 17  | DNS | 17  | 14  | 13  | 10  | 11  | 14  | 15  | 8   | 13  | 97     |
| 16   | Ryan Shehan          |     |     |     |     |     | 16  | 8   | 11  |     |     |     |     |     |     | 5   | 9   | 6   | 72     |
| 17   | Lucas Fecury         |     |     |     |     |     | 14  | 11  | 13  | 10  | 12  | 14  |     |     |     | 13  | 16  | 16  | 70     |
| 18   | Bryson Morris        |     |     |     |     |     |     |     |     |     |     |     |     |     |     | 3   | 2*  | 5   | 65     |
| 19   | Earl Tucker          | 13  | 9   | C   | 13  | 14  | 15  | 15  | 14  | 16  | 17  | DNS |     |     |     |     |     |     | 63     |
| 20   | Noah Ping            | 10  | 12  | C   | 9   | 7   |     |     |     |     |     |     |     |     |     |     |     |     | 46     |
| 21   | Maite Cáceres        |     |     |     |     |     |     |     |     |     |     |     | 11  | 12  | 13  | 19  | 11  | 15  | 45     |
| 22   | Nicholas d'Orlando   | DNS | 11  | C   | 8   | 6   |     |     |     |     |     |     |     |     |     |     |     |     | 39     |
| 23   | Jacob Bolen          | 15  | DNS | C   | 17  | 15  |     |     |     |     |     |     | 14  | 14  | 12  |     |     |     | 39     |
| 24   | Madison Aust         |     |     |     |     |     |     |     |     | 15  | 15  | 15  |     |     |     | 14  | 12  | 17  | 38     |
| 25   | Bianca Bustamante    | 14  | 10  | C   | 15  | 12  |     |     |     |     |     |     |     |     |     |     |     |     | 32     |
| 26   | David Burketh        |     |     |     | 12  | 10  |     |     |     |     |     |     |     |     |     |     |     |     | 20     |
| 27   | Bailey Cruse         |     |     |     |     |     |     |     |     |     |     |     |     |     |     | 12  | 13  | 18  | 20     |
| Pos. | Piloto               | OIR | OIR | OIR | ALA | ALA | VIR | VIR | VIR | MOH | MOH | MOH | ROA | ROA | ROA | COA | COA | COA | Puntos |

| Color   | Resultado                    |
| ------- | ---------------------------- |
| Oro     | Ganador                      |
| Plata   | 2.º lugar                    |
| Bronce  | 3.er lugar                   |
| Verde   | 4.º y 5.º lugar (top 5)      |
| Celeste | 6.º a 10.º lugar (top 10)    |
| Azul    | Finalizó (afuera del top 10) |
| Violeta | No terminó                   |
| Rojo    | DNQ - No se clasificó        |
| Marrón  | Wth - Retirado               |
| Negro   | DSQ - Descalificado          |
| Blanco  | DNS - No empezó              |
| Blanco  | C - Carrera cancelada        |

| Estado  | Resultado                                |
| ------- | ---------------------------------------- |
| Negrita | Pole position                            |
| Cursiva | Vuelta rápida                            |
| L       | Lideró al menos una vuelta de la carrera |
| *       | Quien lideró más vueltas en la carrera   |
| RY      | Novato del Año                           |
| R       | Novato                                   |